# Breitkopffliege
Die Breitkopffliege (Eurychoromyia mallea) ist die einzige Art der Gattung Eurychoromyia in der Unterfamilie der Breitkopffliegen (Eurychoromyiinae). Diese Unterfamilie wird seit 2010 zur Familie der Polierfliegen gezählt, nachdem sie fast ein Jahrhundert lang als eine eigenständige Familie unter dem Namen Eurychoromyiidae geführt worden war. Die Art Eurychoromyia mallea ist nur in vier Exemplaren aus einer Sammlungsreise nach Bolivien im Jahr 1903 bekannt. Zwei der Typusexemplare befinden sich in der Sammlung des Naturhistorischen Museums in Wien, die anderen im Museum für Tierkunde Dresden.

## Merkmale
Die Vertreter der Art Eurychoromyia mallea sind etwa fünf Millimeter lang, wobei der Kopf eine Breite von 2,5 Millimetern hat. Die Färbung der Fliegen ist hellbraun. Sie besitzen eine Reihe von weiteren Merkmalen, die typisch für diese Fliegen sind und eine Einordnung als eigene Familie rechtfertigen. Dazu gehören neben dem sehr breiten Kopf auch die spezifische Form der Antennen sowie eine Spange an der Hüfte (Präcoxa) und einige weitere, sehr spezifische Merkmale. Die systematische Stellung der Breitkopffliegen ist unklar, sie werden aufgrund gemeinsamer Merkmale mit anderen Fliegentaxa zusammengefasst.

## Verbreitung
Über die Lebensweise der Breitkopffliegen ist gar nichts bekannt, ebenso wie über die Larvalentwicklung. Der einzige bislang bekannte Fundort liegt am Fuße der bolivianischen Anden in der Nähe des Dorfes Serampiuni.

## Namen
Der Name Eurychoromyia ist abgeleitet von drei altgriechischen Wörtern (eurys ευρυς – breit; choros χορος – Feld, Land; myia μυια – Fliege), die wörtliche Übersetzung ist daher „Breitfeldfliege“. Zu dem Namen Eurychoromyia kam es wahrscheinlich, weil der Name Eurycephalomyia (Breitkopffliege) vom Erstbeschreiber Hendel selbst schon 1907 vergeben worden war, und zwar für eine Gattung aus der Familie der Schmuckfliegen (heute wird sie als Untergattung von Tetanops angesehen). Der Artname malleus kommt aus dem Lateinischen und bedeutet „Hammer“.